# Márpod község
Márpod község (románul: Comuna Marpod) község Szeben megyében, Romániában. Központja Márpod, beosztott falva Illenbák.

## Fekvése
Szeben megye délkeleti részén helyezkedik el, a Hortobágy folyó völgyében, Nagyszebentől 30, Szentágotától 30, a Fogarasi-havasoktól 41 kilométer távolságra. A DJ 105 megyei úton közelíthető meg.

## Népessége
1850-től a népesség alábbiak szerint alakult:
| Lakosok száma | 1949 | 1726 | 1900 | 1894 | 2085 | 2028 | 1541 | 785  | 1017 | 982  |
|               | 1850 | 1880 | 1900 | 1920 | 1941 | 1956 | 1977 | 1992 | 2011 | 2021 |

A 2011-es népszámlálás adatai alapján a község népessége 1017 fő volt, melynek 87,81%-a román, 4,62%-a roma és 3,93%-a német. Vallási hovatartozás szempontjából a lakosság 91,35%-a ortodox, 1,77%-a ágostai hitvallású evangélikus és 1,47%-a római katolikus.

## Nevezetességei
A község területéről az alábbi épületek és építmények szerepelnek a romániai műemlékek jegyzékében:
- az illenbáki Angyali üdvözlet fatemplom(wd) (LMI-kódja SB-II-m-B-12407)
- az illenbáki Szent Miklós-templom (SB-II-m-B-12406)
- egy 18. századi márpodi ház (SB-II-m-B-20317)
- a márpodi erődtemplom (SB-II-a-B-12414)
- a márpodi Iacob Bologa-emlékház (SB-IV-m-B-12624)
- a Nagyszeben–Szentágota keskeny nyomtávú vasút márpodi szakasza (SB-II-m-B-20923.36–40)

## Híres emberek
- Illenbákon született Tiberiu Alexandru(wd) (1914–1997) népzenekutató.
- Márpodon született Iacob Bologa(wd) (1817–1888) politikus, a nagyszebeni Albina Bank(wd) alapítója és elnöke, az ASTRA elnöke 1875–1877 között